# 惠山町
惠山町（日语：〔〕／ Esan chō */?）是過去位於北海道渡島支廳東南部的一個以漁業和養殖業為主城鎮，南面津輕海峽，北部為山地；已於2004年12月1日與戶井町、椴法華村、南茅部町同時併入函館市，過去的轄區相當於現在的函館市惠山支所的負責範圍。
町名源自轄區內的活火山「惠山」。而「惠山」則源自阿伊努語的「e-san-i」（海岬）或「ye-san」（膿水流出）。

## 歷史

### 沿革
- 1906年4月1日：龜田郡尻岸內村成為北海道二級村。[2]
- 1964年11月1日：改制為尻岸內町。
- 1985年4月1日：改名為惠山町。
- 2004年12月1日：與龜田郡戶井町、椴法華村、茅部郡南茅部町同時併入函館市。

## 交通

### 航空
- 函館機場（位於函館市）

### 道路
| 一般國道 - 國道278號 | 主要地方道 - 北海道道41號函館惠山線 道道 - 北海道道635號元村惠山線 |

## 觀光景點
- 惠山道立自然公園
- 惠山溫泉
- 惠山杜鵑花季

## 教育

### 高等學校
- 町立北海道惠山高等學校

### 中學校
- 惠山町立尻岸內中學校

### 小學校
- 惠山町立市立惠山小學校

## 姊妹市・友好都市

### 日本
- 陸奧市（青森縣）

## 外部連結
- （日語）函館市惠山支所